# Щербов, Василий Павлович
Василий Павлович Щербов (1783/1784 — после 1820) — российский офицер, участник Наполеоновских войн, командир 10-го егерского полка.

## Биография
14 июля 1798 года выпущен из 1-го кадетского корпуса прапорщиком в Ряжский мушкетёрский полк.
30 августа 1802 года произведён в подпоручики, 9 сентября 1803 года — в поручики. 15 ноября 1804 года назначен полковым адъютантом.
За храбрость при Аустерлице 20 ноября 1805 года награждён орденом Святой Анны 3-й степени.
7 декабря 1806 года назначен бригадным адъютантом. 7 февраля 1807 года при Остроленке контужен в голову и за проявленную доблесть награждён орденом Святого Владимира 4-й степени с бантом. 20 октября 1807 года назначен дивизионным адъютантом.
13 октября 1808 года произведён в штабс-капитаны.
В 1810—1812 годах участвовал в Русско-турецкой войне (1806—1812). 12 июля 1811 года произведён в капитаны. 15 июля 1812 года назначен адъютантом 9-й пехотной дивизии.
Во время Отечественной войны 1812 года участвовал в сражениях под Кобрином и под Городечно. За отличие в сражении на Березине награждён орденом орденом Святой Анны 2-й степени.
Во время Заграничных походов русской армии 1813—1814 годов участвовал в сражениях при Торне и Кёнигсварте. 4 апреля 1813 года произведён в майоры. За сражение при Бауцене награждён золотой шпагой с надписью «За храбрость». За доблесть в сражении на реке Кацбах получил алмазные украшения к ордену Святой Анны 2-й степени. За участие в битве под Лейпцигом награждён прусским орденом «Pour le Mérite». Также участвовал с сражениях при Майнце, Бриенне, Ла-Ротьере, Шампобере, Лаоне и взятии Парижа. 15 апреля 1814 года назначен дежурным штаб-офицером при 9-м пехотном корпусе.
4 ноября 1814 года переведён в 10-й егерский полк. В апреле—июне 1815 года совершил с полком новый поход во Францию, после чего до 1818 года находился в составе русского оккупационного корпуса. Произведён в подполковники. С 13 декабря 1815 года по 29 января 1820 года являлся командиром 10-го егерского полка.

## Награды
- Орден Святой Анны 4-й степени (20 декабря 1806)[3]
- Орден Святого Владимира 4-й степени с бантом (9 сентября 1807)[4]
- Орден Святой Анны 2-й степени (15 февраля 1813); алмазные украшения к ордену (13 октября 1815)[5]
- Золотая шпага «За храбрость» (14 июня 1813)[6]
- Серебряная медаль «В память Отечественной войны 1812 года»
- Орден «Pour le Mérite» (13-18 октября 1814, королевство Пруссия)[7]